# Trattore aeroportuale

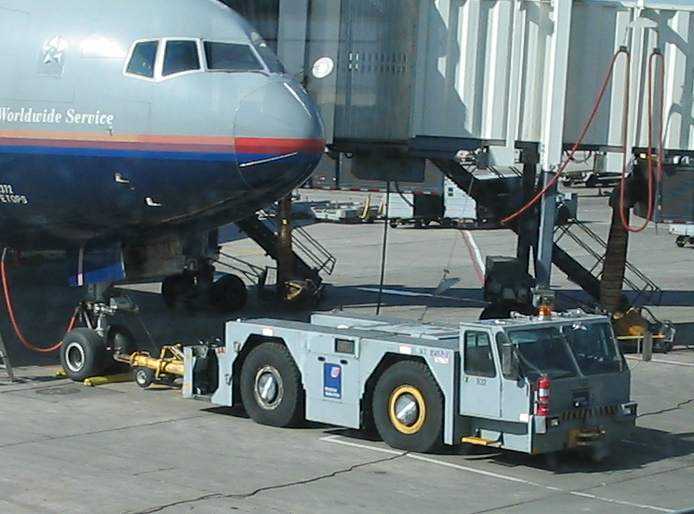
Un moderno trattore a barra

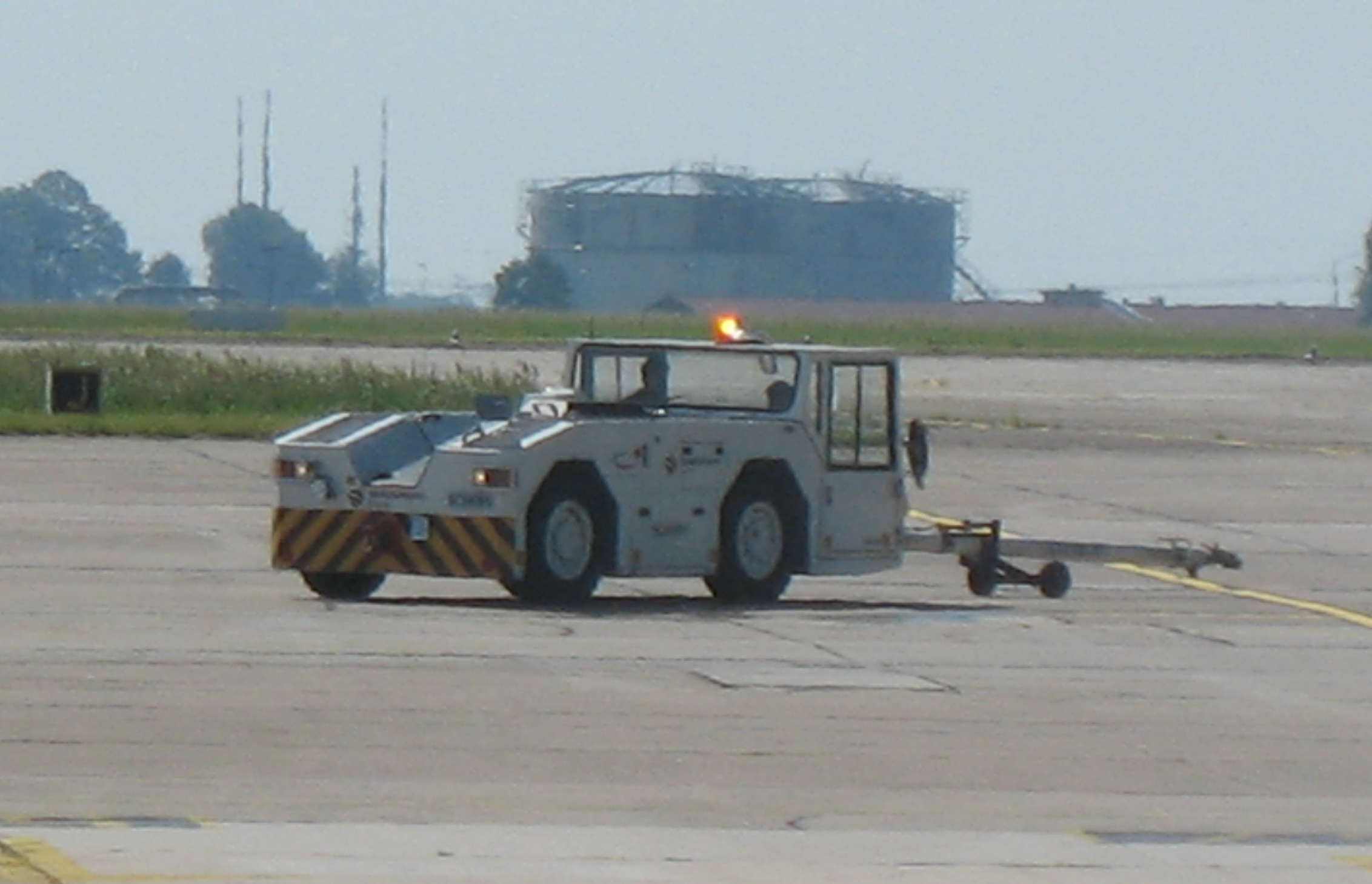
Trattore all'aeroporto di Berlino - Schönefeld

Un trattore aragosta è un veicolo usato negli aeroporti per la movimentazione degli aeromobili; è usato in particolare per il pushback, cioè per spingere un aereo parcheggiato con il muso rivolto verso il terminal nel piazzale, dove potrà iniziare il suo rullaggio autonomamente.
Si tratta di veicoli generalmente molto robusti, lenti, estremamente pesanti, e con freni poderosi. I motori sono diesel o diesel/elettrici molto grossi, che devono spostare la mole di velivoli pesanti sino a 600 tonnellate con caldo torrido in estate o su piste ghiacciate d'inverno. Mediamente hanno una cilindrata attorno ai 9 litri (9000 cc) e potenze relativamente ridotte, attorno ai 300 CV, tuttavia è funzione del modello e all'uso a cui è destinato; più l'aeroporto è grande, più grandi aerei ospita, più i trattori devono essere potenti. Le ruote sono tutte sterzanti e la cabina è elevabile per una migliore visibilità quando in retromarcia.
Esistono tre diversi tipi di trattore:
- Il trattore a Barra (towbar). Al muso del trattore si attacca una barra che bisogna attaccare poi dall'altro capo ad un perno nel carrello anteriore all'aeromobile.
- Il trattore "Aragosta". È un trattore che avvolge e solleva il carrello anteriore dell'aeromobile per poterlo spingere.
- Il trattore a trazione posteriore. È un trattore che avvinghia le ruote posteriori dell'aeromobile tirandolo soltanto, la manovra di virata viene eseguita dal comandante sotto indicazione dell'Headset Man.

A volte viene chiamato Tug (tradotto letteralmente, Rimorchiatore) dal nome del modello di trattore prodotto dalla Stewart & Stevenson. Altri produttori sono Goldhofer, FMC Technologies, Schopf, Fresia e Eagle (E-Schlepper)